# Clarity (album của Zedd)
Clarity là album phòng thu đầu tay của nhà sản xuất thu âm Zedd, phát hành 5 tháng 10 năm 2012 bởi Interscope Records. Một phiên bản cao cấp của album được sản xuất 24 tháng 10 năm 2013.

## Danh sách bài hát
| STT | Nhan đề                                                | Sáng tác                                       | Thời lượng |
| --- | ------------------------------------------------------ | ---------------------------------------------- | ---------- |
| 1.  | "Hourglass" (featuring LIZ)                            | Anton Zaslavski Elizabeth Nicole Abrams        | 5:13       |
| 2.  | "Shave It Up"                                          | Zaslavski                                      | 3:10       |
| 3.  | "Spectrum" (với Matthew Koma)                          | Zaslavski Koma                                 | 4:03       |
| 4.  | "Lost at Sea" (với Ryan Tedder)                        | Zaslavski Tedder                               | 3:45       |
| 5.  | "Clarity" (hợp tác với Foxes)                          | Zaslavski Koma Porter Robinson Holly Hafermann | 4:31       |
| 6.  | "Codec"                                                | Zaslavski                                      | 6:01       |
| 7.  | "Stache"                                               | Zaslavski                                      | 4:04       |
| 8.  | "Fall Into the Sky" (với Lucky Date và Ellie Goulding) | Zaslavski Goulding Lucky Date                  | 3:37       |
| 9.  | "Follow You Down" (hợp tác với Bright Lights)          | Zaslavski Heather Bright Phil Schwan           | 5:47       |
| 10. | "Epos"                                                 | Zaslavski                                      | 5:36       |

| Japanese edition bonus tracks | Japanese edition bonus tracks                                         | Japanese edition bonus tracks     | Japanese edition bonus tracks |
| STT                           | Nhan đề                                                               | Sáng tác                          | Thời lượng                    |
| ----------------------------- | --------------------------------------------------------------------- | --------------------------------- | ----------------------------- |
| 11.                           | "Spectrum" (livetune Remix) (featuring Matthew Koma and Hatsune Miku) | Zaslavski Koma                    | 5:57                          |
| 12.                           | "Spectrum" (Acoustic Version) (featuring Matthew Koma)                | Zaslavski Koma                    | 3:50                          |
| 13.                           | "Clarity" (Zedd Union Mix) (với Foxes)                                | Zaslavski Koma Robinson Hafermann | 3:27                          |

| Deluxe edition bonus tracks | Deluxe edition bonus tracks                                         | Deluxe edition bonus tracks                                                       | Deluxe edition bonus tracks |
| STT                         | Nhan đề                                                             | Sáng tác                                                                          | Thời lượng                  |
| --------------------------- | ------------------------------------------------------------------- | --------------------------------------------------------------------------------- | --------------------------- |
| 11.                         | "Stay the Night" (featuring Hayley Williams of Paramore)            | Zaslavski Benjamin Eli Hanna Williams Carah Faye                                  | 3:37                        |
| 12.                         | "Push Play" (với Miriam Bryant)                                     | Zaslavski Bryant Victor Rådström                                                  | 3:37                        |
| 13.                         | "Alive" (Zedd Remix) (performed by Empire of the Sun)               | Nicholas Littlemore Peter Mayes Luke Steele Jonathan Sloan Steven Bach Zaslavski  | 3:45                        |
| 14.                         | "Breakn' a Sweat" (Zedd Remix) (performed by Skrillex và The Doors) | John Paul Densmore Robert A. Krieger Raymond D. Manzarek Sonny Moore Jim Morrison | 4:33                        |

| Target exclusive deluxe edition bonus tracks | Target exclusive deluxe edition bonus tracks                  | Target exclusive deluxe edition bonus tracks | Target exclusive deluxe edition bonus tracks |
| STT                                          | Nhan đề                                                       | Sáng tác                                     | Thời lượng                                   |
| -------------------------------------------- | ------------------------------------------------------------- | -------------------------------------------- | -------------------------------------------- |
| 15.                                          | "Spectrum" (Acoustic Guitar Version) (featuring Matthew Koma) | Zaslavski Koma                               | 3:50                                         |
| 16.                                          | "Clarity" (Acoustic Version) (featuring Foxes)                | Zaslavski Koma Robinson Hafermann            | 3:28                                         |

## Xếp hạng

### Xếp hạng tuần
| Bảng xếp hạng (2012–14)                       | Vị trí cao nhất |
| --------------------------------------------- | --------------- |
| Australian Hitseekers Albums (ARIA)           | 9               |
| Nhật Bản (Oricon)                             | 77              |
| South Korean International Albums (Gaon)      | 70              |
| Album Thụy Điển (Sverigetopplistan)           | 30              |
| UK Albums (OCC)                               | 104             |
| Album Anh Quốc Dance (OCC)                    | 8               |
| Album Hoa Kỳ Billboard 200                    | 38              |
| Album Hoa Kỳ Top Dance/Electronic (Billboard) | 2               |

### Xếp hạng cuối năm
| Bảng xếp hạng (2013)                   | Vị trí |
| -------------------------------------- | ------ |
| US Dance/Electronic Albums (Billboard) | 11     |

| Bảng xếp hạng (2014)                   | Vị trí |
| -------------------------------------- | ------ |
| Swedish Albums (Sverigetopplistan)     | 90     |
| US Dance/Electronic Albums (Billboard) | 10     |